# World Tour of the Century
World Tour of the Century (traducción en español: Gira mundial del siglo) fue una gira de conciertos realizada por Nightwish entre los años de 2002 y 2003. Esta gira promocionó su cuarto álbum de estudio, Century Child, lanzado el 24 de junio de 2002. Esta gira fue el debut del bajista y cantante Marco Hietala, quien ingresó a Nightwish en 2001 para reemplazar a su anterior bajista Sami Vänskä. El DVD End of Innocence fue producto de esta gira, junto con un disco de edición limitada. Este disco era un CD grabado durante un concierto en el Summer Breeze Open Air Festival, en Alemania.
A finales de 2002, la banda hizo una pequeña pausa de 3 meses; durante este tiempo Tarja asistió a un conservatorio de música en Alemania, mientas que el resto de la banda tocó con sus proyectos alternos: Tuomas con For My Pain, Marco con Tarot, Jukka con Sethian y Emppu con Brother Firetribe. La gira comenzó nuevamente en enero de 2003.
En esta gira, Nightwish tocó por primera vez en algunos países como Estados Unidos, Eslovaquia, Inglaterra y Noruega. La banda también tocó en algunos grandes festivales europeos tales como Lowlands en Países Bajos, y Bloodstock en el Reino Unido.

## Integrantes
- Tarja Turunen  - Vocalista
- Tuomas Holopainen  - Tecladista
- Emppu Vuorinen  - Guitarrista
- Jukka Nevalainen  - Baterista
- Marco Hietala  - Bajista y vocalista

Miembros invitados:
- Tapio Wilska  - voz masculina

## Lista de canciones

### Total
Angels Fall First
- "Beauty and the Beast"

Oceanborn
- "Gethsemane"
- "Sacrament of Wilderness"
- "The Pharaoh Sails to Orion"
- "Walking in the Air"
- "Sleeping Sun

Wishmaster
- "She is My Sin"
- "The Kinslayer"
- "Come Cover Me"
- "Wishmaster"
- "Deep Silent Complete"

Over the Hills and Far Away
- "Over the Hills and Far Away"
- "10th Man Down"

Century Child
- "Bless the Child"
- "End of All Hope"
- "Dead to the World"
- "Ever Dream"
- "Slaying the Dreamer"
- "Beauty of the Beast"

### Setlist
Un setlist típico consistiría de:
- "Bless the Child"
- "End of All Hope"
- "Come Cover Me"
- "The Kinslayer"
- "Dead to the World"
- "Deep Silent Complete"
- "Sacrament of Wilderness"
- "Slaying the Dreamer"
- "Sleeping Sun"
- "Beauty of the Beast"
- "Over the Hills and Far Away"
- "Beauty and the Beast"
- "Wishmaster"

## Fechas de la gira

### En 2002
| Fecha                   | Ciudad           | País          | Recinto                           |
| ----------------------- | ---------------- | ------------- | --------------------------------- |
| Festivales de Verano    |                  |               |                                   |
| 22 de junio de 2002     | Jämsä            | Finlandia     | Himos Festival                    |
| 23 de junio de 2002     | Jyväskylä        | Finlandia     | Lutakko                           |
| 28 de junio de 2002     | Balingen         | Alemania      | Bang Your Head Festival           |
| 1 de junio de 2002      | Helsinki         | Finlandia     | Tuska Open Air Festival           |
| 14 de junio de 2002     | Joensuu          | Finlandia     | Ilosaarirock                      |
| América Latina          |                  |               |                                   |
| 16 de julio de 2002     | Ciudad de México | México        | Circo Volador                     |
| 17 de julio de 2002     | Santiago         | Chile         | Providencia Theatre               |
| 18 de julio de 2002     | Buenos Aires     | Argentina     | Hangar                            |
| 20 de julio de 2002     | São Paulo        | Brasil        | Credicard Hall                    |
| 21 de julio de 2002     | Brasilia         | Brasil        | Brazil Camping Show               |
| 24 de julio de 2002     | Porto Alegre     | Brasil        | Bar Opinião                       |
| 26 de julio de 2002     | Curitiba         | Brasil        | Moinho São Rogue                  |
| 27 de julio de 2002     | Belo Horizonte   | Brasil        | Lapa Multi Show                   |
| 28 de julio de 2002     | Río de Janeiro   | Brasil        | Citibank Hall                     |
| Europa                  |                  |               |                                   |
| 4 de agosto de 2002     | Vantaa           | Finlandia     | Ankkarock Festival                |
| 5 de agosto de 2002     | Budapest         | Hungría       | Sziget Festival                   |
| 9 de agosto de 2002     | Pusan            | Corea del Sur | International Pusan Rock Festival |
| 13 de agosto de 2002    | Moscú            | Rusia         | Gorbunova Culture Club            |
| 16 de agosto de 2002    | Helsinki         | Finlandia     | Tavastia Club                     |
| 17 de agosto de 2002    | Helsinki         | Finlandia     | Tavastia Club                     |
| 20 de agosto de 2002    | Amberes          | Bélgica       | HofTerLo                          |
| 22 de agosto de 2002    | Dortmund         | Alemania      | Westfalenhalle 2                  |
| 23 de agosto de 2002    | Abtsgmünd        | Alemania      | Summer Breeze Open Air Festival   |
| 24 de agosto de 2002    | Viena            | Austria       | Mind Over Matter Festival         |
| 27 de agosto de 2002    | Hamburgo         | Alemania      | Große Freiheit                    |
| 28 de agosto de 2002    | Ámsterdam        | Países Bajos  | Paradiso Club                     |
| 30 de agosto de 2002    | Barcelona        | España        | Razzmatazz 1                      |
| 31 de agosto de 2002    | Vergara          | España        | Jam Hall                          |
| 2 de septiembre de 2002 | París            | Francia       | Élysée Montmartre                 |
| 3 de septiembre de 2002 | Colonia          | Alemania      | Live Music Hall                   |
| 4 de septiembre de 2002 | Tilburgo         | Países Bajos  | 13 Club                           |
| 6 de septiembre de 2002 | Berlín           | Alemania      | Columbiahalle                     |
| 7 de septiembre de 2002 | Leipzig          | Alemania      | Haus Auensee                      |
| 16 de noviembre de 2002 | Estocolmo        | Suecia        | Stora Arenan                      |
| 17 de noviembre de 2002 | Estocolmo        | Suecia        | Klubben                           |

### En 2003
| Fecha                    | Ciudad           | País           | Recinto                      |
| ------------------------ | ---------------- | -------------- | ---------------------------- |
| Festivales de Verano     |                  |                |                              |
| 11 de enero de 2003      | Oberhausen       | Alemania       | König-Pilsener Arena         |
| 12 de enero de 2003      | Múnich           | Alemania       | Le Zénith                    |
| 4 de junio de 2003       | Helsinki         | Finlandia      | Stella Star Club             |
| 5 de junio de 2003       | Budapest         | Hungría        | Summer Rocks 2003            |
| 7 de junio de 2003       | Banska-Bystrica  | Slovakia       | PKO Open Air Festival        |
| 20 de junio de 2003      | Rauma            | Finlandia      | RMJ Party Camp Festival      |
| 4 de junio de 2003       | Oslo             | Norway         | Rockefeller Music Hall       |
| 5 de junio de 2003       | Oslo             | Norway         | Rockefeller Music Hall       |
| 11 de junio de 2003      | Villarrobledo    | Spain          | Metal Mania Festival         |
| 2 de julio de 2003       | Hultsfred        | Suecia         | Gates of Metal Festival      |
| 9 de agosto de 2003      | Hildesheim       | Alemania       | M'era Luna Festival          |
| 15 de agosto de 2003     | Erfurt           | Alemania       | Highfield Festival           |
| 16 de agosto de 2003     | Pratteln         | Suiza          | Z-7                          |
| 17 de agosto de 2003     | Pratteln         | Suiza          | Z-7                          |
| 29 de agosto de 2003     | Biddinghuizen    | Holanda        | Lowlands Festival            |
| 30 de agosto de 2003     | Derby            | Inglaterra     | Bloodstock Open Air Festival |
| 31 de agosto de 2003     | Londres          | Inglaterra     | Astoria 2                    |
| Norteamérica             |                  |                |                              |
| 5 de septiembre de 2003  | Atlanta          | Estados Unidos | ProgPower USA                |
| 6 de septiembre de 2003  | Montreal         | Canadá         | Lé Medley                    |
| 7 de septiembre de 2003  | New York         | Estados Unidos | L'Amours Brooklyn            |
| 9 de septiembre de 2003  | Ciudad de México | México         | Circo Volador                |
| Europa                   |                  |                |                              |
| 26 de septiembre de 2003 | San Petersburgo  | Rusia          | Yubileiny Concert Palace     |
| 27 de septiembre de 2003 | Moscú            | Rusia          | Gorbunova Culture Club       |